# Marvel Comics 2
MC2 (Marvel Comics 2) — импринт американского издательства комиксов Marvel Comics, а также вымышленная вселенная, изображающая альтернативную судьбу персонажей основной вселенной Marvel. Первым выпуском импринта стал What If? #105 — первое появление Девушки-паук, дочери Человека-паука из альтернативного будущего и серия о ней стала основной в MC2. Вселенная, где происходят события MC2 обозначена как Земля-982.